# 李玉鳴
李玉鳴（?—?），乾隆元年進士，精通書法。曾任御史，因上疏請示清高宗繼皇后的葬儀未能如例，忤犯乾隆皇帝的旨意，而被發配至伊犁。

## 關聯項目
- 清高宗繼皇后